# Dichlorodifluorometan
Dichlorodifluorometan (R-12), CCl
2F
2 – organiczny związek chemiczny z grupy freonów o nazwie handlowej Freon-12. Był używany jako czynnik chłodzący i jako środek napędowy w aerozolach. Jego produkcja została wstrzymana w 1995 roku (na mocy Protokołu montrealskiego z 1987 r.), ze względu na destruktywne działanie na warstwę ozonową, co powoduje powiększanie dziury ozonowej (potencjał niszczenia warstwy ozonowej ODP = 1). Zalecane nieszkodliwe dla środowiska zamienniki R-12 to halogenki alkilowe zawierające wodór, np. 1,1,1,2-tetrafluoroetan (R-134a).
Według badań NOAA ilość CFC-12 od 2010 r. stopniowo się zmniejsza, a w 2050 będzie porównywalna do stanu sprzed roku 1980.